# Carl Schlyter

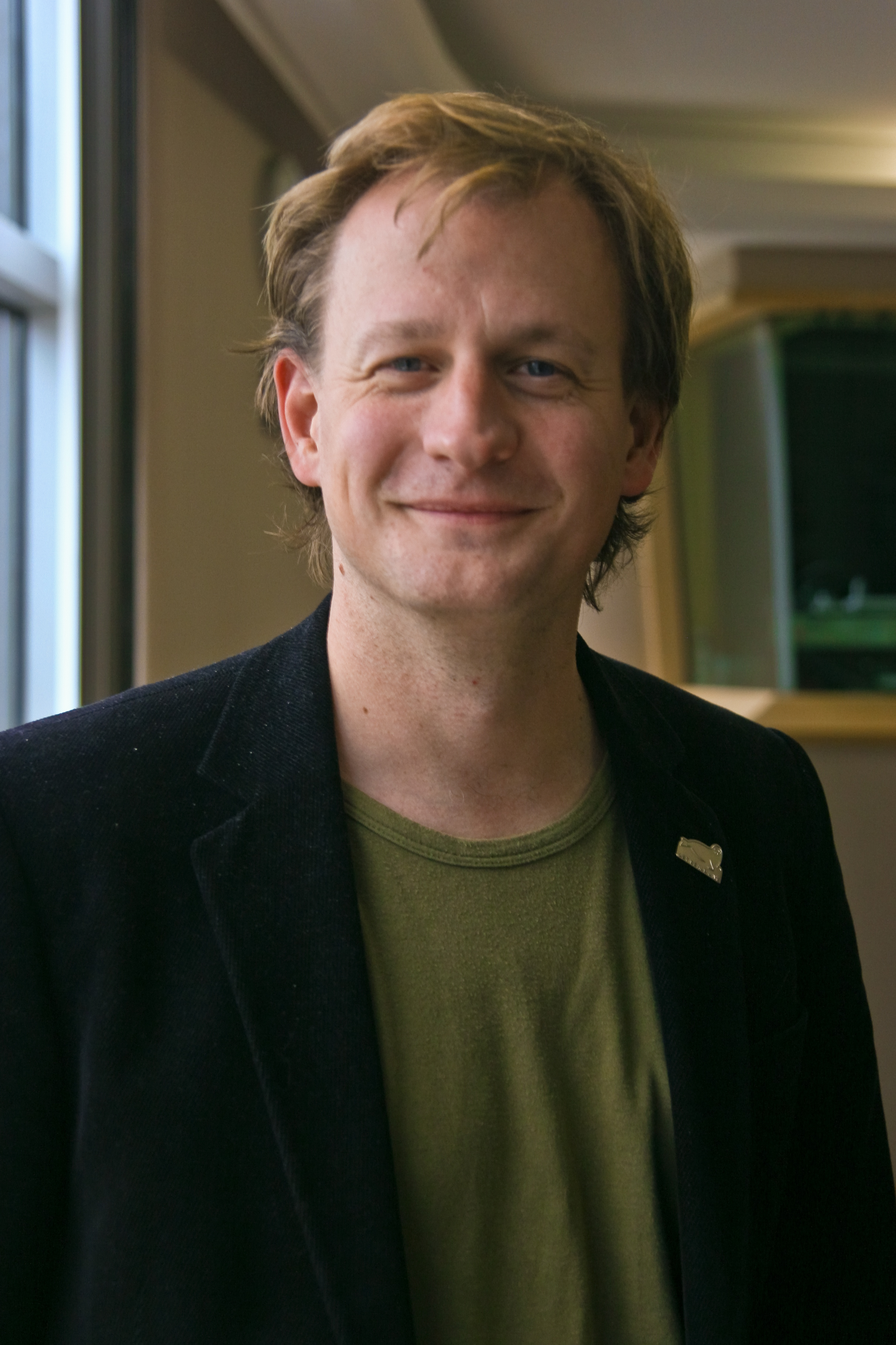
Carl Schlyter

Carl Schlyter este un om politic suedez, membru al Parlamentului European în perioada 2004-2009 din partea Suediei. 
1. 1 2  Schlyter, Carl-Christian Erik, Sveriges befolkning 1990[*]
2. ↑   http://data.riksdagen.se/personlista/?iid=46eb7b79-60e3-4bcc-9077-dbd9091aa54d&fnamn=&enamn=&f_ar=&kn=&parti=&valkrets=&rdlstatus=&org=&utformat=html&sort=sorteringsnamn&sortorder=asc&termlista=, accesat în 23 octombrie 2019 Lipsește sau este vid: |title= (ajutor)
3. ↑  Deputații în Parlamentul European